# Bundesstraße 89
Pour les articles homonymes, voir B89 et Route 89.
La Bundesstraße 89 (abrégé en B 89) est une Bundesstraße reliant Einhausen à Stockheim.

## Localités traversées
- Einhausen
- Themar
- Hildburghausen
- Eisfeld
- Sonneberg
- Neuhaus-Schierschnitz
- Stockheim